# Pinguicula vallisneriifolia
Pinguicula vallisneriifolia är en tätörtsväxtart som beskrevs av Philip Barker Webb. Pinguicula vallisneriifolia ingår i släktet tätörter, och familjen tätörtsväxter. Inga underarter finns listade i Catalogue of Life.

## Bildgalleri

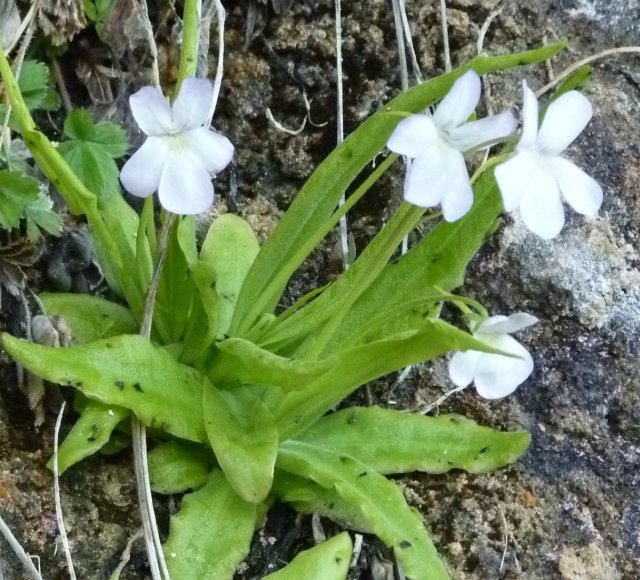